# Salanoemia sala
Salanoemia sala, thường được biết đến với tên the Maculate Lancer, là một loài bướm thuộc họ Bướm nhảy.

## Thức ăn
Ấu trùng ăn Calamus rotang, Calamus thwaitesii and Calamus pseudotenuis.